# Lygaeospilus brevipilus
Lygaeospilus brevipilus är en insektsart som beskrevs av Samuel Hubbard Scudder 1981. Lygaeospilus brevipilus ingår i släktet Lygaeospilus och familjen fröskinnbaggar. Inga underarter finns listade i Catalogue of Life.